# Sulfate de cobalt(II)
Le sulfate de cobalt(II) est un composé inorganique de formule CoSO4.C'est le sel de cobalt bivalent de l'acide sulfurique. Les formes les plus communes de ce composé sont ses formes hydratées CoSO4.7H2O et CoSO4.H2O. Le sulfate de cobalt et ses formes hydratées font partie des sels de cobalt les plus courants.

## Propriétés
Le sulfate de cobalt se présente sous forme de cristaux monocliniques rouges. Il fond aux alentours de 100 °C et devient anhydre à 250 °C. Il est particulièrement soluble dans le méthanol, il est également soluble dans l'eau et légèrement dans l'éthanol.

## Synthèse
Le sulfate de cobalt peut être obtenu à partir de plusieurs réactifs : le cobalt métallique, l'oxyde de cobalt(II), l'hydroxyde de cobalt(II) et le carbonate de cobalt(II).
{\displaystyle \mathrm {Co\ +\ H_{2}SO_{4}\longrightarrow \ CoSO_{4}\ +\ H_{2}} }
{\displaystyle \mathrm {CoO\ +\ H_{2}SO_{4}\longrightarrow \ CoSO_{4}\ +\ H_{2}O} }
{\displaystyle \mathrm {Co(OH)_{2}\ +\ H_{2}SO_{4}\longrightarrow \ CoSO_{4}\ +\ 2\ H_{2}O} }
{\displaystyle \mathrm {CoCO_{3}\ +\ H_{2}SO_{4}\longrightarrow \ CoSO_{4}\ +\ H_{2}O\ +\ CO_{2}} }

## Utilisation
Le sulfate de cobalt sert à la création de pigments ainsi qu'à la synthèse d'autres sels de cobalt. Les pigments obtenus sont utilisés pour décorer les porcelaines et les verres.
Le composé est également utilisé dans les piles électriques, la galvanoplastie, l'encre invisible et comme additif pour la nourriture animale,.

## Impact sur la santé
Le sulfate de cobalt est toxique et il a été prouvé sur des souris qu'il était faiblement cancérogène par inhalation. Il a également été démontré sur des salmonelles que le composé est mutagène.